# 中国仪器仪表学会
中国仪器仪表学会是中华人民共和国仪器仪表科技工作者组成的群众性学术团体，是中国科学技术协会主管的社会团体，1979年4月成立。